# 토끼 드롭스
《토끼 드롭스》(うさぎドロップ 우사기 드롭[*])는 우니타 유미가 그린 만화이다. FEEL YOUNG(쇼덴샤) 2005년 10월 호부터 연재가 개시되었고, 2008년 4월 호를 기점으로 1부가 종료되었다. 5월호부터 2011년 5월호까지는 10년 후의 이야기가 그려진 2부가 연재되었다. FEEL YOUNG 2011년 7월 호부터 번외편이 연재된다.
실사판 영화와 TV 애니메이션이 제작되었다. 영화는 2011년 8월 20일에 개봉되었으며, 애니메이션은 2011년 7월부터 9월까지 방영되었다.

## 줄거리
외할아버지의 부고 연락을 받고 달려간 고향집에서 카와치 다이키치는 한 소녀를 만나는데, 소녀 카가 린은 다름 아닌 할아버지의 숨겨놓은 자식. 친척들 사이에서 린을 고아원에 보내자는 이야기가 들려오자 다이키치는 자신이 키우겠다고 선언하고, 애늙은이 같은 6살 소녀 린을 아버지처럼 키우기 시작한다.

## 등장 인물
- 카와치 다이키치 (河地大吉)

성우 - 츠치다 히로시
30세 미혼남(2부에서는 40세, 역시 미혼). 의류품 메이커 직원이다.
린 때문에 처음 마주 한 육아라는 미지의 세계에 당황하지만, 서서히 아버지 역할도 몸에 배 부모로서 성장해 간다. 어린이집 마중에 늦지 않도록 야근이 없는 과로 이동하거나, 린이 감기라도 걸리면 결근도 마다않고 하루종일 간병하는 등 잘 보살핀다. 젊었을 때의 소이치를 쏙 빼닮아 린이 잘 따른다.
- 카가 린 (鹿賀りん)

성우 - 마츠우라 아유
소이치와 마사코의 딸이자, 다이키치의 이모. 6세(2부에서는 16세).
다이키치와 처음 만났을 때는 거의 말을 하지 않고 혼자 있는 것을 좋아했다. 그러나 그 후 다이키치와 동거하는 동안 신뢰할 수 있는 사람도 늘고, 말수도 많아져 명랑한 성격으로 바뀐다. 다이키치보다 빨리 일어나 아침을 준비하거나, 영양 밸런스를 생각해 식사를 하는 등 어른 못지 않게 견실하다. 할아버지와 같은 성(姓) '카가'를 소중하게 생각해서 다이키치의 양자로 들어가겠냐는 얘기가 나왔을 때 단호히 거절한다.
'린'이라는 이름은 소이치가 좋아하는 꽃 용담(リンドウ 린도[*])에서 따왔다.
- 니타니 코우키 (二谷コウキ)

성우 - 사카이 노아
린과 같은 어린이집에 다니는 소꿉친구. 하수구에 거꾸로 박히는 둥 말썽쟁이라 초등학교에서 문제아 취급 당하지만, 범죄 혐의자(라고 코우키가 오해한 이웃)를 만났을 때 린을 지키려 하는 등 남자다운 면도 있다.
2부에서는 외모가 크게 바뀐다. 린을 좋아하지만 아카리와 억지로 교제하게 된다. 후에 아카리와 헤어지지만 린은 더 이상 코우키를 좋아하지 않는다.
- 니타니 유카리 (二谷ゆかり)

성우 - 오하라 사야카
코우키의 어머니. 남편과 이혼한 후 혼자 코우키를 키우고 있다. 아들바보에 성실한 성격이지만, 침착성이 없는 코우키 때문에 고민이 많다.
- 마에다 하루코(前田春子)

성우 - 우에다 카나
다이키치의 사촌이며 린과 같은 나이인 딸(레이나)이 있다. 남편의 가족과의 관계에 고민하다가 그 후 결국 이혼한다.
- 마에다 레이나(前田麗奈)

성우 - 스도 나나코
하루코의 딸. 린과 같은 나이. 성장한 린, 코우키와 같은 고등학교에 다니며 린의 좋은 대화상대가 된다.
- 요시이 마사코 (吉井正子)

성우 - 사카모토 마아야
린의 어머니. '사이온지 마론'이라는 필명을 쓰는 만화가.
소이치의 조수였고 그 시기에 린을 임신했다. 하지만 만화가 일 때문에 린을 포기했다. 린을 딸이라고 생각하면 안된다고 말하거나, 일 때문에 린을 방치하는 등 마치 계모인 듯 하지만 린을 무척 사랑한다. 일 때문에 딸을 버린 자신에 대한 벌로 몸을 혹사시킬 정도로 일을 한다. 린을 소중하게 생각하는 다이키치와는 견원지간으로, 다이키치는 마사코 얘기만 나오면 어른스럽지 못한 성격으로 돌변한다.
- 카가 소이치 (鹿賀宋一)

다이키치의 외할아버지이자 린의 아버지. 마사코가 린을 임신했을 때 망설이던 마사코가 출산할 수 있도록 설득한다. 린에게는 '아빠'가 아닌 '할아버지'로 불렸다.
- 고토 씨 (後藤)

성우 - 카노 유이
다이키치와 같은 회사에서 근무하는 워킹맘. 다이키치의 조언자가 된다.
- 카와치 사치코 (河地幸子)

성우 - 미네 아츠코
다이키치의 어머니. 일에 열심인 여성이었으나 카즈미 출산을 계기로 회사를 그만둔다. 린의 언니지만 이모라고 부르도록 한다.
- 카와치 카즈미 (河地カズミ)

성우 - 우치야마 유미
다이키치의 동생. 어렸을 때부터 몸이 약해 응석받이로 자랐다. 아이를 좋아하는 성격이 아니라 결혼해도 아기는 낳지 않겠다고 했으나, 2부에서는 딸을 낳았다.
- 마미 (マミ)

카즈미의 딸. 린이 좋아한다.

## 영화
2011년 8월 20일에 개봉하였다. 코우키의 어머니가 연예인인 등 원작과 다소 차이가 있다.

### 캐스팅
- 카와치 다이키치 : 마츠야마 켄이치
- 니타니 유카리 : 카리나
- 카가 린 : 아시다 마나
- 카와치 카즈미 : 키리타니 미레이
- 요시이 마사코 : 키타키 마유
- 니타니 코우키 : 사토 루이키
- 쿄이치 : 아야노 고
- 스즈키 유이치 : 키무라 료
- 스기야마 유미코 : 타카하타 아츠코
- 고토 유키 : 이케와키 치즈루
- 카와치 요시에 : 후부키 준
- 나카무라 바이자쿠

### 제작진
- 감독 : SABU
- 각본 : 하야시 다미오, SABU
- 제작 프로덕션 : 스모크
- 제작협력 : 다부
- 제작 : 토끼 드롭스 제작위원회
- 배급 : 쇼게이트

### 주제가
SWEET DROPS
작사·작곡 : 스즈키 쇼코 / 노래 : PUFFY
실사판 영화와 TV 애니메이션 모두 같은 주제가를 사용한다.

## TV 애니메이션
2011년 7월부터 후지 TV 노이타미나에서 방영되고 있다. 대한민국에서는 애니플러스가 일본어 음성에 한국어 자막을 덧씌운 채로 방영하고 있다.

### 성우진
- 카와치 다이키치 : 츠치다 히로시
- 카가 린 : 마츠우라 아유
- 코우키 엄마 : 오오하라 사야카
- 코우키 : 사카이 노아
- 마에다 하루코 : 우에다 카나
- 마에다 레이나 : 스도 나나코
- 마사코 : 사카모토 마아야

### 제작진
- 감독 : 카메이 간타
- 시리즈 편성, 각본 : 키시모토 타쿠
- 캐릭터 디자인, 총 작화감독 : 야마시타 타스쿠
- 소품 디자인 : 하타 아야코
- 미술감독·설정 : 타츠타 이치로
- 색채 설계 : 타나카 미호
- 특수효과 : 무라카미 마사히로
- 촬영감독 : 타나카 히로시
- 편집 : 우에마츠 준이치
- 음향감독 : 와카바야시 카즈히로
- 음악 : 마츠타니 스구루
- 애니메이션 제작 : 프로덕션 I.G
- 제작 : 애니메이션 《토끼 드롭스》 제작위원회 (토호, 후지 TV, 소니 뮤직 엔터테인먼트, 덴츠, 프로덕션 I.G, 쇼덴샤)

### 주제가
- 오프닝 테마 SWEET DROPS

작사·작곡 : 스즈키 쇼코 / 노래 : PUFFY
- 엔딩 테마 High High High

작사·작곡 : 무라야마 타츠미 / 편곡 : 카사린츄 & 멘시마치 노보루 / 노래 : 카사린츄

### 각 화 리스트
| 각 화 | 부제                                                          | 각본          | 그림 콘티       | 연출            | 작화 감독                         |
| ----- | ------------------------------------------------------------- | ------------- | --------------- | --------------- | --------------------------------- |
| 제1화 | 용담의 아이 りんどうの女の子                                  | 키시모토 타쿠 | 카메이 간타     | 카메이 간타     | 야마시타 타스쿠                   |
| 제2화 | 새끼 손가락 걸고 약속 ゆび切りげんまん                        | 키시모토 타쿠 | 카메이 간타     | 쿄고쿠 긴쇼     | 카이야 토시히사 시마무라 히데카즈 |
| 제3화 | 다이키치가 정한 것 ダイキチの決めたこと                       | 키시모토 타쿠 | 모리타 히로유키 | 하기와라 로코   | 쿠스모토 유코                     |
| 제4화 | 편지 てがみ                                                   | 키시모토 타쿠 | 미츠나카 스스무 | 미츠나카 스스무 | 다카하시 히데키                   |
| 제5화 | 다이키치는 다이키치인 채로 있으면 돼 ダイキチはダイキチでいい | 키시모토 타쿠 | 카네코 슈이치   | 코야마 요시타카 | 하타 아야코                       |
| 제6화 | 나의 나무 わたしの木                                          | 키시모토 타쿠 | 카메이 간타     | 우이 요시카즈   | 쿠로이와 히로미                   |
| 제7화 | 몰래 가출 ないしょで家出                                      | 키시모토 타쿠 | 미츠나카 스스무 | 미츠나카 스스무 | 히구치 사토미                     |
| 제8화 | 할아버지의 보물 おじいちゃんのだいじ                          | 키시모토 타쿠 | 츠루오카 코지로 | 사카구치 류타로 | 이케우치 나오코                   |
| 제9화 | 태풍이 왔다! たいふうがきた!                                  | 키시모토 타쿠 | 우이 요시카즈   | 우이 요시카즈   | 카네코 시즈에                     |

### 방송국
| 지역        | 방송국  | 방송 기간        | 방송 시간        | 비고                  |
| ----------- | ------- | ---------------- | ---------------- | --------------------- |
| 간토 광역권 | 후지 TV | 2011년 7월 7일 ~ | 목 24:45 ~ 25:15 | 제작국 노이타미나 1부 |

## 서적 정보
일본에서는 쇼덴샤의 FEEL 코믹스를 통해 발매되고 있다. 대한민국에서는 애니북스가 번역·출판을 담당한다.
- 제1권 - 2006년 5월 19일 발매 ISBN 978-4-396-76380-0

대한민국 - 2007년 12월 5일 발매 ISBN 978-89-5919-174-1
- 제2권 - 2007년 2월 8일 발매 ISBN 978-4-396-76400-5

대한민국 - 2008년 3월 25일 발매 ISBN 978-89-5919-184-0
- 제3권 - 2007년 10월 6일 발매 ISBN 978-4-396-76421-0

대한민국 - 2008년 12월 22일 발매 ISBN 978-89-5919-227-4
- 제4권 - 2008년 5월 17일 발매 ISBN 978-4-396-76434-0

대한민국 - 2010년 7월 16일 발매 ISBN 978-89-5919-334-9
- 제5권 - 2009년 1월 22일 발매 ISBN 978-4-396-76449-4

대한민국 - 2010년 11월 12일 발매 ISBN 978-89-5919-341-7
- 제6권 - 2009년 8월 8일 발매 ISBN 978-4-396-76467-8

대한민국 - 2011년 1월 28일 발매 ISBN 978-89-5919-373-8
- 제7권 - 2010년 2월 8일 발매 ISBN 978-4-396-76485-2

대한민국 - 2011년 12월 16일 발매 ISBN 978-89-5919-419-3
- 제8권 - 2010년 10월 8일 발매 ISBN 978-4-396-76506-4

대한민국 - 2012년 5월 8일 발매 ISBN 978-89-5919-445-2
- 제9권 - 2011년 7월 8일 발매 ISBN 978-4-396-76525-5